# Tuberculatus neglectus
Tuberculatus neglectus är en insektsart. Tuberculatus neglectus ingår i släktet Tuberculatus och familjen långrörsbladlöss. Inga underarter finns listade i Catalogue of Life.